# Sergio Nuti
Pour les articles homonymes, voir Nuti.
Sergio Nuti, né le 22 juin 1945 à Rome dans la région du Latium et mort dans la même ville le 26 octobre 2012, est un réalisateur, monteur et scénariste italien. Il remporte le Ruban d'argent du meilleur nouveau réalisateur en 1978 avec son seul et unique film, la comédie dramatique Non contate su di noi (it), réalisé la même année.

## Biographie
Au début des années 1970, il commence à travailler dans l'industrie du cinéma, comme monteur, assistant réalisateur de Silvano Agosti sur un film et réalisateur d'un documentaire au format court-métrage. En 1978, il réalise son seul et unique film, la comédie dramatique Non contate su di noi (it) qui narre une histoire d'amour dans le Rome des années 1970 sur fond de trafic de drogue, et avec lequel il remporte le Ruban d'argent du meilleur nouveau réalisateur, avant de revenir au montage de films et documentaires sur la fin de sa carrière.
Sergio Nuti a deux enfants : Bernardo Nuti (1977, réalisateur) avec Francesca Ferrari, co-protagoniste du long-métrage Non contate su di noi, et Lulù Nuti (1988, artiste) avec l'actrice Marie-Agnes Nobécourt [réf. nécessaire]. Il a vécu les quinze dernières années de sa vie avec Caterina Bonavita, monteuse [réf. nécessaire].

## Filmographie

### Comme réalisateur et scénariste
- 1973 : Cina - Manifesti sul fascismo (court-métrage)
- 1978 : Non contate su di noi (it)

### Comme monteur

#### Au cinéma
- 1972 : Lo chiamavano Verità de Luigi Perelli
- 1973 : Il continente nero attende ancora de Nicola De Rinaldo (it)
- 1974 : Terminal de Paolo Breccia (de)
- 1974 : Vermisat de Mario Brenta
- 1980 : Maudits je vous aimerai ! (Maledetti vi amerò) de Marco Tullio Giordana
- 1981 : La Chute des anges rebelles (La caduta degli angeli ribelli) de Marco Tullio Giordana
- 1982 : Les Yeux, la Bouche (Gli occhi, la bocca) de Marco Bellocchio
- 1991 : Le Dimanche de préférence (La domenica specialmente), épisode La neve sul fuoco de Marco Tullio Giordana
- 1994 : Águilas no cazan moscas de Sergio Cabrera
- 1997 : Santo Stefano d'Angelo Pasquini

#### A la télévision
- 1976 : Bertolucci secondo il cinema de Gianni Amelio
- 1977 : Gli ultimi tre giorni de Gianfranco Mingozzi

### Comme acteur
- 1978 : Non contate su di noi (it)

## Prix et distinctions notables
- Ruban d'argent du meilleur nouveau réalisateur en 1978 pour Non contate su di noi (it).

## Source
- (it) Roberto Poppi, Dizionario del cinema italiano. I registi dal 1930 ai giorni nostri, Rome, Gremese, 2002